# Calpurnia
Calpurnia (с англ. — «Кальпурния») — канадская инди-рок группа, существовавшая с 2017 по 2019 год и дислоцировавшаяся в Ванкувере. В состав коллектива входили Финн Вулфхард (вокал, ритм-гитара), Малкольм Крейг (барабаны), Эйла Теслер-Мэйб (соло-гитара, вокал), Джек Андерсон (бас). На счету квартета 1 мини-альбом, 7 синглов и 8 кавер-песен, а также 5 видеоклипов и 40 концертов.

## История
Все четверо участников росли на музыке таких культовых рок-исполнителей, как The Beatles, Nirvana и Дэвид Боуи.
Финн Вулфхард познакомился с барабанщиком Малкольмом Крейгом на съёмках независимого видеоклипа на песню «Guilt Trip» группы PUP. Тогда им обоим захотелось научиться писать музыку, и вскоре они познакомились в рок-лагере с Эйлой Теслер-Мэйб. Эйла, в свою очередь, привела в группу Джека Андерсона, с которым она познакомилась в школе, когда была во втором классе, на почве любви к The Beatles.
Первый сингл группы, «City Boy», был выпущен 7 марта 2017 года. Также в 2017 году были записаны пять кавер-версий песен. В октябре группа дважды выступила в Торонто.
Вместе с выпуском второго сингла под названием «Louie» 12 апреля 2018 года было объявлено о скором выходе дебютного мини-альбома — Scout, релиз которого состоялся 15 июня того же года. Третий сингл, «Greyhound», был выпущен 18 мая и стал первым виниловым релизом группы. После этого группой было выпущено ещё три сингла («Wasting Time», «Blame, Waves») в 2018 году. За год коллектив выступил около двадцати раз.
Седьмой сингл группы, «Cell», вышел в 2019 году. Джек Андерсон по совместительству стал участником музыкального инстаграм-проекта Critics Collective. 2 октября ограниченным тиражом в 500 копий была выпущена семидюймовая виниловая пластинка стоимостью в семь евро под названием Covers, включившая две кавер-версии песен: «Where Is My Mind?» группы Pixies и «Say It Ain't So» группы Weezer. За 2019 год у группы было 17 концертов.
8 ноября 2019 года Calpurnia официально распалась, о чём было объявлено в официальном инстаграме группы. После распада группы Джек планирует выпускать музыку в жанре эмбиент, а Финн и Малькольм собрали новую группу, которую назвали The Aubreys. Айла также играет в другой группе - Ludic, которая существовала ещё до распада Calpurnia.

## Дискография

### Мини-альбомы
| Название | Детали |
| -------- | --- |
| Scout    | Дата выхода: 15 июня 2018 Лейблы: - Royal Mountain (США/Канада) - paradYse - Transgressive (Великобритания/Европа) Формат: Digital download, CD, винил |

### Синглы
- City Boy (2018)
- Louie (2018)
- Greyhound (2018)
- Wasting Time (2018)
- Blame (2018)
- Waves (2018)
- Cell (2019)

### Каверы
- Where Is My Mind? — Pixies (2017)
- Wanted You — Twin Peaks[англ.] (2017)
- My Kind of Woman — Mac Demarco (2017)
- El Scorcho[англ.] — Weezer (2017)
- Age of Consent — New Order (2017)
- Say It Ain't So[англ.]* — Weezer (2018)
- Love Buzz — Shocking Blue (2019)
- Marquee Moon — Television (2019)

## Видеография
| Название     | Дата публикации | Просмотры |
| ------------ | --------------- | --------- |
| City Boy     | 7 марта 2018    | 6 млн     |
| Louie        | 11 апреля 2018  | 697 тыс   |
| Greyhound    | 28 июня 2018    | 4,4 млн   |
| Wasting Time | 19 ноября 2018  | 615 тыс   |
| Cell         | 6 марта 2019    | 2,8 млн   |